# Рибейро де Оливейра, Поликарпо
Полика́рпо Рибе́йро де Оливе́йра (порт.-браз. Policarpo Ribeiro de Oliveira; 21 декабря 1907, Консейсан-ди-Макабу, по другим данным — Макаэ — 2 мая 1986, Кампус-дус-Гойтаказис), более известный под именем Поли (порт.-браз. Poly или порт.-браз. Poli) — бразильский футболист, нападающий.
Начал тренироваться в клубе «Американо», где провёл всю оставшуюся в футболе жизнь (20 лет), выиграв 6 чемпионатов муниципалитета Кампус-дус-Гойтаказис и став символом клуба, удостоившись мемориальной доски в Зале Славы клуба. Участвовал в первом чемпионате мира: 7 июля вышел на поле в проигранном матче с Югославией.

## Международная статистика
| Матчи Поли за сборную Бразилии | Матчи Поли за сборную Бразилии | Матчи Поли за сборную Бразилии | Матчи Поли за сборную Бразилии | Матчи Поли за сборную Бразилии | Матчи Поли за сборную Бразилии | Матчи Поли за сборную Бразилии |
| ------------------------------ | ------------------------------ | ------------------------------ | ------------------------------ | ------------------------------ | ------------------------------ | ------------------------------ |
| 1                              | 14 июля 1930                   | Монтевидео                     | Югославия                      | 1:2                            | —                              | Чемпионат мира                 |

## Достижения
- Чемпион муниципалитета Кампус-дус-Гойтаказис: 1925, 1930, 1934, 1935, 1939, 1944